# Hotel Chelsea

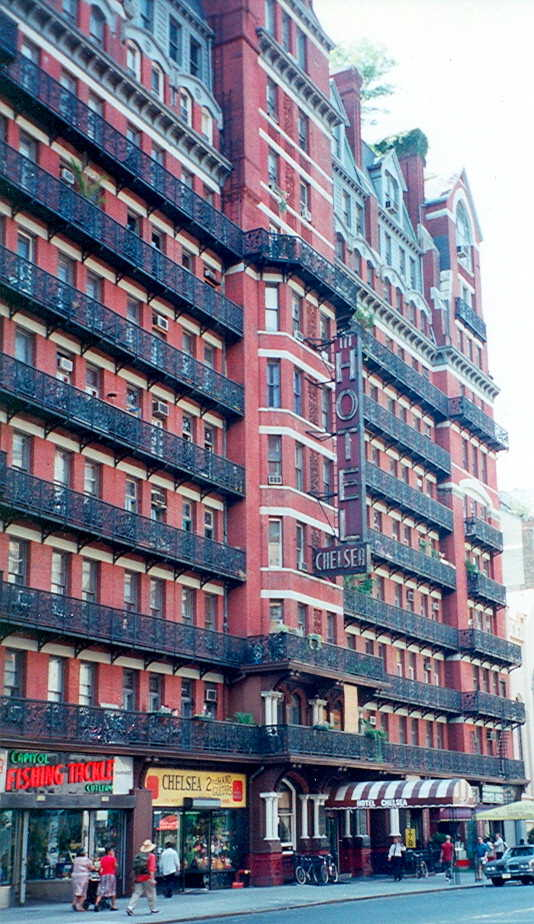
Hotel Chelsea

Hotel Chelsea är ett berömt konstnärstillhåll i New York, USA. Det ligger på 23rd Street i området Chelsea på Manhattan. Byggnaden uppfördes år 1884 och hotellverksamhet påbörjades år 1905. Sedan dess har en rad konstnärer, författare och musiker bott här.
Det är även känt för att Dylan Thomas avled här 1953 samt att det var här som Sid Vicious påstås ha mördat sin flickvän Nancy Spungen 1978. Bob Dylan sjunger i låten "Sara" från albumet Desire om hur han stannat uppe i flera dygn och skrivit sin legendariska låt "Sad-Eyed Lady of the Lowlands" från albumet Blonde on Blonde på Chelsea Hotel. Ryan Ross skrev låten 708 vilken påstås att handla om rum 708 i hotellet, var i han förmodligen hade en affär.
Leonard Cohens låt "Chelsea Hotel #2" handlar om en kärleksnatt med Janis Joplin.

## Kända gäster
- Ryan Adams
- Brendan Behan
- Sarah Bernhardt
- William S. Burroughs
- Arthur C. Clarke
- Leonard Cohen
- Gregory Corso
- Hart Crane
- Robert Crumb
- Salvador Dalí
- Willem de Kooning
- Bob Dylan
- Jane Fonda
- Milos Forman
- Brion Gysin
- Jimi Hendrix
- Dennis Hopper
- Jasper Johns
- Janis Joplin
- Stanley Kubrick
- Robert Mapplethorpe
- Arthur Miller
- Ryan Ross
- Joni Mitchell
- Vladimir Nabokov
- Claes Oldenburg
- Edith Piaf
- Dee Dee Ramone
- Diego Rivera
- Sam Shepard
- Harry Everett Smith[1]
- Patti Smith
- Donald Sutherland
- Dylan Thomas
- Mark Twain
- Sid Vicious
- Thomas Wolfe
- Jobriath
- Grateful Dead
- Charles Bukowski